# Whatzupwitu
Whatzupwitu ist ein Duett des US-amerikanischen Schauspielers und Sängers Eddie Murphy mit dem Sänger Michael Jackson.

## Entstehung
Im Januar 1992 drehte Jackson seine Musikvideo zu Remember the Time, darin hatte Eddie Murphy einen Auftritt als Pharao. In dieser Zeit arbeitete Murphy an seinem Album Love’s Alright und so nahm Jackson auf Murphys Bitte mit diesem Whatzupwitu auf. Auf dem Album beteiligte sich Jackson außerdem mit weiteren Künstlern an den Background Vocals von Yeah.

## Inhalt
Whatzupwitu ruft zu mehr Schutz der Umwelt und mehr Brüderlichkeit auf.

„Sun is gonna shine

Flowers gonna grow

Clouds'll sprinkle showers

Rivers gonna flow

Man ain't got the power

To kill nothing but himself

Man is a creation

Man is nothing else“

„[Die] Sonne wird scheinen

Blumen werden wachsen

Wolken werden Schauer regnen

Flüsse werden fließen

[Der] Mensch hat nicht die Macht bekommen

Etwas außer sich selbst zu töten

[Der] Mensch ist eine Erschaffung

[Der] Mensch ist nichts anderes“

## Musikvideo
Im Musikvideo tanzen Jackson und Murphy vor einem Wolkenhintergrund, wobei Musiknoten und Friedenszeichen durch die Luft gewirbelt werden. Gegen Ende gesellt sich auch noch der am Song beteiligte Boys Choir of Harlem zu diesen. Das Video wurde komplett vor Bluescreen gefilmt. 1999 wählten Zuschauer von MTV das Video zum drittschlechtesten der Geschichte. Angesprochen auf die viele negative Kritik und den Spott bezüglich des Videos sagte Murphy 2015:„Es gibt nicht viele Leute, die Aufnahmen mit Michael Jackson haben, auf denen sie mit ihm in den Wolken tanzen. Ich habe das für immer.“

## Charts und Chartplatzierungen
| ChartsChartplatzierungen           | Höchstplatzierung | Wochen |
| ---------------------------------- | ----------------- | ------ |
| Vereinigte Staaten (Billboard R&B) | 74 (6 Wo.)        | 6      |

## Besetzung
- Komposition – Eddie Murphy, Trenten Gumbs
- Produktion – Eddie Murphy, Trenten Gumbs
- Executive Producer – Diana Ross-Jones
- Lead Vocals – Eddie Murphy, Michael Jackson
- Background Vocals – Audrey Wheeler, Sandy Barber, Sophia Bender, Boys Choir of Harlem
- Tontechniker – Andre Jackson, Eric Stark, Keith Evans, Kim James (Assistent)
- Keyboard und Drumcomputer Programmierung – Eddie Murphy, Trenten Gumbs
- Mix – Jon Gass